# Vitesse moderne
Vitesse moderne est une bande dessinée de Blutch coloriée par Ruby publiée en 2002 par Dupuis. Longue de 80 pages, elle développe principalement les thèmes de la création artistique, la fuite et l'inquiétude sexuelle.
L'album remporte le prix Töpffer international en 2002.

## Résumé
Renée, écrivain, propose à Lola, danseuse, de partager sa vie pendant un certain temps, afin d'en tirer un livre. Le lendemain, elles vivent une série d'expériences qui les amènent à revoir un père disparu, un amoureux transi, une secte, Omar Sharif avant d'échouer dans une soirée mondaine prenant place dans une villa entourée par les eaux.

## Une œuvre novatrice sur le plan narratif
Vitesse moderne marque une étape dans le parcours de Blutch pour deux raisons : c'est son premier album publié chez un grand éditeur généraliste, et sa première bande dessinée en couleurs ; de plus, ce n'est que son deuxième long récit, après Péplum. Le trait vivant et très évocateur de Blutch est mis au service d'une histoire à la construction narrative « qui emprunte davantage aux conventions théâtrales (et bien sûr à la logique du rêve) qu'à celles de la bande dessinée » : les scènes sont autant de décors qui s'enchaînent sans logique apparente, comme dans certains films de David Lynch, permettant des changements permanents qui ne sont pas pour autant des rebondissements, ceux-ci supposant une certaine logique. Un thème majeur se dégage cependant : l'inquiétude sexuelle.

## Réception critique
Bien qu'ayant souligné les indéniables qualités de l'œuvre et sa grande originalité formelle, Thierry Groensteen estime que Vitesse moderne « déçoit », la grande liberté de l'auteur ayant conduit à une « mécanique » qui n'est « qu'au service d'elle-même, (...) se perpétuant sans véritable nécessité jusqu'à une fin arbitraire ».

## Albums
- Dupuis, coll. « Aire libre», 2002
- Dupuis, coll. « Aire libre », 2008. Édition spéciale pour les 20 ans de la collection avec une jaquette et une dizaine de planches inédites

### Documentation
- Thierry Groensteen, « Blutch en court et en long », dans 9e Art n°8, Centre national de la bande dessinée et de l'image, janvier 2003, pp. 133
- Paul Gravett (dir.), « Les années 2000 : Vitesse moderne », dans Les 1001 BD qu'il faut avoir lues dans sa vie, Flammarion, 2012 (ISBN 2081277735), p. 781.
- Nicolas Pothier, « Vitesse grand V », BoDoï, no 56,‎ octobre 2002, p. 16.